# 박상규의 이슈속으로
《박상규의 이슈속으로》는 채널A에서 매주 일요일 오전 10시 40분에 방송된 텔레비전 프로그램이다.

## 앵커
- 박상규